# Колгейт, Джилберт
Джилберт Байярд «Джил» Колгейт-младший (англ. Gilbert Bayard "Gil" Colgate, Jr.; 21 декабря 1899 — 9 октября 1965) — американский бобслеист, бронзовый призёр зимних Олимпийских игр 1936 года.

## Биография
Правнук Уильяма Колгейта, основателя компании бытовой химии Colgate-Palmolive. Занимался парусным спортом и бобслеем, в 1934 году выиграл чемпионат Северной Америки с Ричардом Лоуренсом. С ним же в 1936 году завоевал бронзовые медали зимних Олимпийских игр в Гармиш-Партенкирхене среди экипажей двоек.
После карьеры спортсмена занимался бизнесом: директор компании Colgate, председатель Colgate-Larsen Aircraft Co. (производила запчасти для самолётов). Был одним из деятелей борьбы против демографического взрыва: в 1938 году основал Гражданскую ассоциацию планирования семьи, первый казначей Федерации планирования семьи.